# Chris Jones
Christopher Deshun Jones (Houston, Misisipi; 3 de julio de 1994) es un jugador profesional estadounidense de fútbol americano que juega en la posición de defensive tackle y actualmente milita en los Kansas City Chiefs de la National Football League (NFL).

## Biografía
Jones asistió a la preparatoria Houston High School en Houston, Misisipi, donde practicó fútbol americano. Al finalizar la preparatoria, fue considerado como un recluta cinco estrellas y el 2.º mejor defensive end en la nación por Rivals.com.
Posteriormente, asistió a la Universidad Estatal de Misisipi donde jugó con los Mississippi State Bulldogs desde 2013 a 2015. Jones apareció en los 13 juegos e hizo tres aperturas como estudiante de primer año en 2013. Tuvo 32 tacleadas y tres capturas (sacks). Como estudiante de segundo año, apareció en los 13 juegos y tuvo 26 tacleadas y tres capturas. Como júnior, comenzó los 13 juegos, registrando 44 tacleadas y 2.5 capturas. Tras la conclusión de su tercer año, Jones tomó la decisión de renunciar a su último año universitario y entrar en el Draft de la NFL de 2016.

## Carrera

### Kansas City Chiefs
Jones fue seleccionado por los Kansas City Chiefs en la segunda ronda (puesto 37) del draft de 2016. El 8 de mayo de 2016, los Chiefs firmaron a Jones con un contrato de cuatro años y $6.23 millones con $3.44 millones garantizados y un bono por firmar de $2.73 millones.
Jones hizo su debut profesional en la temporada regular de 2016, en la victoria de apertura de temporada de los Chiefs por 33-27 sobre los San Diego Chargers. El 18 de octubre de 2016, fue nombrado ala defensiva derecha titular después de que Allen Bailey fuera colocado en la reserva de lesionados con una lesión en el hombro. El 23 de octubre de 2016, Jones tuvo la primera titularidad en su carrera y registró dos tacleadas en solitario en la victoria por 27-21 contra los New Orleans Saints. En el siguiente juego, hizo una tacleada en solitario y la primera captura de su carrera sobre Andrew Luck en una victoria por 30-14 ante los Indianapolis Colts. Terminó su temporada de novato con 28 tacleadas, dos capturas y cuatro desvíos de pase en 16 juegos y 11 aperturas.
El 17 de septiembre de 2017, en la Semana 2, Jones registró tres capturas, dos balones sueltos forzados y una intercepción en la victoria por 27-20 sobre los Philadelphia Eagles, lo que le valió el reconocimiento de Jugador Defensivo de la Semana de la AFC. En general, terminó la temporada 2017 con 6.5 capturas, 32 tacleadas totales, una intercepción, siete pases defendidos y cuatro balones sueltos forzados con cinco aperturas y 16 apariciones.
En 2018, durante la Semana 5 contra los Jacksonville Jaguars, Jones devolvió una intercepción de 20 yardas para un touchdown en la victoria por 30-14. Más tarde en el mismo juego, fue expulsado por golpear a Andrew Norwell en su muslo derecho después de un intento de punto extra. Jones registró una captura en todos los juegos desde la Semana 5 hasta la Semana 16, estableciendo un récord de la NFL de 11 juegos consecutivos con una captura, rompiendo el récord que ostentaba Simon Fletcher, quien registró una captura desde la Semana 11 de 1992 hasta la Semana 3 de la temporada de 1993. Terminó la temporada como tercero en la liga con 15.5 capturas, junto con 40 tacleadas combinadas, cinco pases defendidos, dos balones sueltos forzados y una intercepción. Fue nombrado All-Pro del segundo equipo por su desempeño en 2018.
En 2019, en la Semana 10 contra los Tennessee Titans, Jones registró dos capturas ante Ryan Tannehill, una de las cuales fue un balón suelto recuperado por su compañero de equipo Tanoh Kpassagnon, en la derrota 35-32. Finalizó la temporada con 36 tacleadas y nueve capturas, por lo que fue convocado a su primer Pro Bowl. En postemporada, ayudó a los Chiefs a llegar al Super Bowl LIV, donde solo registró una tacleada pero forzó el primer balón perdido del juego y rompió dos pases de Jimmy Garoppolo. Los Chiefs derrotaron a los San Francisco 49ers por 31-20.
El 16 de marzo de 2020, los Chiefs colocaron la etiqueta de franquicia en Jones. El 15 de julio, Jones firmó un contrato de cuatro años por valor de $80 millones, con $60 millones garantizados.
En la temporada regular de 2020, Jones registró 36 tacleadas, 7.5 capturas y dos balones sueltos forzados en 15 juegos, por lo que fue convocado a su segundo Pro Bowl consecutivo y al segundo equipo All-Pro.
En la Semana 11 de la temporada 2021, Jones registró cinco tacleadas, 3.5 capturas, un pase desviado, un balón suelto forzado y un balón suelto recuperado en la victoria por 19-9 sobre los Dallas Cowboys, lo que le valió el premio al Jugador Defensivo de la Semana de la AFC. Terminó la temporada con 27 tacleadas y nueve capturas en 14 juegos como titular, y fue nombrado por tercera ocasión consecutiva al Pro Bowl y al segundo equipo All-Pro.

## Estadísticas generales
|  | Seleccionado al Pro Bowl |

| Año   | Equipo | Juegos | Juegos | Tacleadas | Tacleadas | Tacleadas | Tacleadas | Intercepciones | Intercepciones | Intercepciones | Intercepciones | Intercepciones | Intercepciones | Balones sueltos | Balones sueltos | Balones sueltos | Balones sueltos |
| Año   | Equipo | GP     | GS     | Comb      | Total     | Ast       | Sck       | PDef           | Int            | Yds            | Avg            | Lng            | TDs            | FF              | FR              | Yds             | TDs             |
| ----- | ------ | ------ | ------ | --------- | --------- | --------- | --------- | -------------- | -------------- | -------------- | -------------- | -------------- | -------------- | --------------- | --------------- | --------------- | --------------- |
| 2016  | KC     | 16     | 11     | 28        | 17        | 11        | 2.0       | 4              | --             | --             | --             | --             | --             | 0               | 0               | --              | --              |
| 2017  | KC     | 16     | 7      | 32        | 22        | 10        | 6.5       | 7              | 1              | -3             | -3.0           | -3             | 0              | 4               | 0               | --              | --              |
| 2018  | KC     | 16     | 11     | 40        | 35        | 5         | 15.5      | 5              | 1              | 20             | 20.0           | 20             | 1              | 2               | 0               | --              | --              |
| 2019  | KC     | 13     | 12     | 36        | 23        | 13        | 9.0       | 4              | --             | --             | --             | --             | --             | 1               | 1               | 12              | 0               |
| 2020  | KC     | 15     | 14     | 36        | 23        | 13        | 7.5       | 4              | --             | --             | --             | --             | --             | 2               | 0               | --              | --              |
| 2021  | KC     | 14     | 14     | 27        | 18        | 9         | 9.0       | 5              | --             | --             | --             | --             | --             | 1               | 1               | -2              | 0               |
| Total | Total  | 90     | 69     | 199       | 138       | 61        | 49.5      | 29             | 2              | 17             | 8.5            | 20             | 1              | 10              | 2               | 10              | 0               |

Fuente: Pro-Football-Reference.com